# Jemen-Waran
Der Jemen-Waran (Varanus yemenensis) gehört zur Gattung Warane und wurde als Art von Wolfgang Böhme vom Museum Alexander Koenig 1985 zufällig im Fernsehen bei einem Bericht über den Jemen entdeckt.

## Merkmale
Jemen-Warane sind kräftig gebaut und werden bis zu 115 Zentimeter lang, das bisher einzige bekannt gewordene Jungtier des Jemen-Waranes maß von der Schnauze bis zum Schwanzansatz 14,5 Zentimeter, der Schwanz war 32 Zentimeter lang. Der nasale, temporale und parietale Bereich ist geschwollen, das schräge und schlitzähnliche Nasenloch sitzt direkt vor den Augen. Jemen-Warane sind dunkelbraun und mit Bändern gezeichnet, die je nach Individuum mehr oder weniger ausgeprägt sind. Der Schwanz hat auch dunkle Bänder, ist seitlich zusammengepresst und hat einen medianen Kamm. Ein charakterisierendes Merkmal des Jemen-Waranes sind auffallend gelbe Bänder über der Schnauze. Diese Bänder sind bei Exemplaren aus den Hochländern nahe Taʿizz schwarz.

## Vorkommen
Der Jemen-Waran bewohnt hauptsächlich die Südwestküste der Arabischen Halbinsel von Taʿizz und al-Khobar (Jemen) im Süden bis zum südlichen Teil des Wadi Maraba bei Abha (Saudi-Arabien) im Norden sowie die Vorberge der südwestlichen Arabischen Bergkette. Dabei kommt er in Höhenlagen von 300 bis 1800 Metern vor und fehlt im küstennahen Flachland. Die Tiere leben vor allem in savannenähnlichen Gebieten oder lichteren Wäldern, deren Bodengrund meist aus Sand und Steinen besteht.

## Lebensweise
Der Jemen-Waran ist ein Bodenbewohner, der selten Bäume erklettert. Seine Baue, die entweder selbstgegraben sind oder natürlichen Ursprungs in Felsen oder hohlen Bäumen, nutzt er unter anderem, um Schutz zu suchen. Während der trockenen Jahreszeit ist er kaum aktiv; diese Phase geht von Januar bis März, sehr aktiv ist er hingegen im Oktober. Anders als viele Einheimische behaupten, ist der Jemen-Waran tagaktiv, speziell am Morgen und am Nachmittag; die Aktivitätsspitze liegt kurz nach 16:00 Uhr.
Der Waran sucht für die Ernährung aktiv nach Insekten und Schnecken vor allem unter Steinen, auf Bäumen, in anderer Vegetation und im seichten Wasser. In Gefangenschaft gehaltene Tiere fraßen Mäuse, Hühner, andere Vögel, Fische, Grillen und Hundefutter.
Der Jemen-Waran wird regelmäßig von zwei Zeckenarten befallen. Dies sind Amblyomma sparsum sowie Aponomma flavomaculatum. Über die Fortpflanzung und andere Aspekte ist nichts bekannt.

## Geschichte
Einzelne Exemplare wurden schon im 19. Jahrhundert gefangen genommen und lagerten im Britischen Museum seit 1903 und 1906. Diese Exemplare wurden wohl falsch beschriftet; es wurde angenommen, sie stammen aus Afrika.
Erstmals wurde die Art 1988 von Wolfgang Böhme et al. unter dem Namen Varanus yemensis beschrieben. Die Entdeckung erfolgte auf kuriose Weise: Zwei Jahre vor der Erstbeschreibung entdeckte Wolfgang Böhme in einer TV-Dokumentation über die Natur des Jemen einen dort aufgenommenen, noch nicht beschriebenen Waran. Wenige Monate später konnte die Art nach Europa gebracht werden. Der Holotypus ist derzeit im Zoologischen Forschungsinstitut und Museum Alexander Koenig in Bonn.